# Amleyouna
Amleyouna  è un comune del Ciad situato nel dipartimento di Ouara, provincia di Ouaddaï.